# Movistar Team/2011
Deze pagina geeft een overzicht van de Movistar Team ProTeam-wielerploeg in  2011. Het team was dit seizoen een van de UCI World Tour teams.

## Algemeen
Sponsor: telecomgigant Telefónica
Manager: Eusebio Unzue
Ploegleiders: Alfonso Galilea, José Luis Jaimerena, Yvon Ledanois, Neil Stephens
Fietsen: Pinarello
Onderdelen: Campagnolo

## Renners
| Naam                       | Geboortedatum | Nationaliteit | Ploeg 2010            |
| -------------------------- | ------------- | ------------- | --------------------- |
| Andrey Amador              | 29-08-1986    | Costa Rica    |                       |
| David Arroyo               | 07-01-1980    | Spanje        |                       |
| Marzio Bruseghin           | 15-06-1974    | Italië        |                       |
| Imanol Erviti              | 15-18-1983    | Spanje        |                       |
| Rui Costa                  | 05-10-1986    | Portugal      | Caisse d'Epargne      |
| José Vicente García Acosta | 04-08-1972    | Spanje        |                       |
| José Iván Gutiérrez        | 27-11-1978    | Spanje        |                       |
| Beñat Intxausti            | 20-03-1986    | Spanje        | Euskaltel-Euskadi     |
| Francisco Iriarte          | 11-11-1986    | Spanje        | geen ploeg            |
| Vasil Kiryjenka            | 28-06-1981    | Wit-Rusland   |                       |
| Ignatas Konovalovas        | 08-12-1985    | Litouwen      | Cervélo TestTeam      |
| Pablo Lastras              | 20-01-1976    | Spanje        |                       |
| David López García         | 13-05-1981    | Spanje        |                       |
| Jesús López Herrada        | 26-07-1990    | Spanje        | geen ploeg            |
| Angel Madrazo              | 30-07-1988    | Spanje        |                       |
| Carlos Oyarzún             | 26-10-1981    | Chili         | geen ploeg            |
| Sergio Pardilla            | 16-01-1984    | Spanje        | CarmioOro NGC         |
| Luis Pasamontes            | 02-10-1979    | Spanje        |                       |
| Francisco Pérez Sánchez    | 22-07-1978    | Spanje        |                       |
| Rubén Plaza                | 29-02-1980    | Spanje        |                       |
| José Joaquín Rojas         | 08-08-1985    | Spanje        |                       |
| Branislaw Samojlaw         | 25-05-1985    | Wit-Rusland   | Quick Step-Innergetic |
| Enrique Sanz               | 10-09-1989    | Spanje        | geen ploeg            |
| Mauricio Soler             | 14-01-1983    | Colombia      |                       |
| Xavier Tondó (†) *         | 05-11-1978    | Spanje        | Cervélo TestTeam      |
| Francisco Ventoso          | 06-05-1982    | Spanje        | CarmioOro NGC         |

* Xavier Tondó overleed op 23 mei 2011 na een ongeluk met een garagedeur.

## Overwinningen
| Ronde van San Luis 4e etappe (IT): Xavier Tondó Tour Down Under 5e etappe: Francisco Ventoso Trofeo Deià Winnaar: José Joaquín Rojas Ronde van Andalusië 3e etappe: Francisco Ventoso Ronde van Catalonië 6e etappe: José Joaquín Rojas Ronde van het Baskenland 2e etappe: Vasil Kiryienka Ronde van Castilië en León 1e etappe: Francisco Ventoso 2e etappe: Francisco Ventoso Eindklassement: Xavier Tondó | Ronde van La Rioja Winnaar: Imanol Erviti Ronde van Madrid 1e etappe: Enrique Sanz Eindklassement: Rui Costa Ronde van Italië 6e etappe: Francisco Ventoso 20e etappe: Vasil Kiryienka Ronde van Zwitserland 2e etappe: Mauricio Soler Route du Sud Eindklassement: Vasil Kiryjenka Nationale kampioenschappen Spanje - wegwedstrijd: José Joaquín Rojas Ronde van Frankrijk 8e etappe: Rui Costa | Ronde van Burgos 3e etappe (TT): Team Movistar Ronde van Spanje 3e etappe: Pablo Lastras Grote Prijs van Montréal Winnaar: Rui Costa |

Mannen: 2003 · 2004 · 2005 · 2006 · 2007 · 2008 · 2009 · 2010 · 2011 · 2012 · 2013 · 2014 · 2015 · 2016 · 2017 · 2018 · 2019 · 2020 · 2021 · 2022 · 2023 · 2024 · 2025
Vrouwen: 2018 · 2019 · 2020 · 2021 · 2022 · 2023 · 2024
AG2R-La Mondiale · Astana · BMC Racing Team · Euskaltel-Euskadi · Team Garmin-Cervélo · Team HTC-High Road · Katjoesja · Lampre-ISD · Team Leopard-Trek · Liquigas-Cannondale · Team Movistar · Omega Pharma-Lotto · Quick Step · Rabobank · Team RadioShack · Saxo Bank-Sungard · Sky ProCycling · Vacansoleil-DCM